# TAXI NY
『TAXI NY』（タクシー・ニューヨーク、Taxi）はティム・ストーリー監督の映画。リュック・ベッソンの『TAXi』シリーズのハリウッド版リメイク。舞台をマルセイユからニューヨークへ移している。原案およびプロデュースはリュック・ベッソン。

## ストーリー
地下鉄やデパートの中、はてはトラックの荷台など、道なき道を走破して迅速に依頼の品を届ける凄腕の中年女性メッセンジャー・ベルは、タクシー営業の認可を取得したことから、同僚から惜しまれながらメッセンジャーを退職して、個人タクシーの運転手へと転職する。
スピード狂であるベルの改造タクシーは、ボタン一つでスーパーカーに変形し、あらゆるテクニックを駆使して街のあらゆる道を爆走し、警察の白バイさえ振り切る超絶スピードでお客を目的地まで送り届けるのだ。
ニューヨーク市警のウォッシュバーンは、車の運転が下手であるゆえに失敗が絶えなかった。ある日犯人を追いかけようとして車ごと店に突っ込み大損害を被った。その結果、同僚からはバカにされ、思いを寄せる同期で上司のマータには愛想をつかされ、散々な目にあっていた。
そんな中、主要銀行が次々と襲われる強盗事件が発生。車のないウォッシュバーンは近くにいたタクシーに強引に乗り込む。いやいやながら手を組む新人タクシー運転手ベルは、類いまれなる運転テクニックと、タクシーに搭載された超スピードを実現するスーパーチャージャー、そしてメッセンジャー時代の人脈を生かして、二人で美女4人組の強盗犯を追い詰めていく。
強盗たちは最後の銀行強盗を行うが、その際にマータが人質になってしまう。「ゴミ収集車に現金を回収させる」という、強盗たちの計画を見抜いたベルとウォッシュバーンは、これまで強盗達に盗まれた現金を見つけ出し、人質となっているマータとの交換を要求する。
カーチェイスの末に、強盗犯を途切れた工事中の高速道路に閉じ込めたベル達であったが、激怒した強盗犯の銃撃により、ベルは負傷してしまう。運転を克服したウォッシュバーンは、ベルを乗せて病院までタクシーを走らせ、ベルは事無きを得る。
その後、みごと強盗犯を捕まえたベルは、被害にあった多くの銀行がスポンサーとなり、プロの女性レーシングドライバーとなって活躍するのであった。

## 登場人物
ベル・ウィリアムズ
演 - クイーン・ラティファ
本作の主人公。タクシー運転手で、オリジナル版におけるダニエル・モラレース。メッセンジャーをしていたが営業認可を取得して念願だったタクシー運転手に転職。スーパーチャージャーで過給した、フォード・クラウンビクトリアのタクシーを転がす。スピード狂であり、必要とあらばスピードも信号も無視して、全速でかっとばすのがポリシー。
アンディ・ウォッシュバーン
演 - ジミー・ファロン
ニューヨーク市警察第8分署刑事分隊のダメ刑事で、オリジナル版におけるエミリアン・クタン=ケルバレーク。犯人追跡時にシフトレバーのDとRを間違え、勢い良く商店に突っ込み免許停止になる。車が使えず、たまたま近くにいたベルのタクシーに乗って美女強盗団を追跡し、以後はベルを捜査に巻き込む。エンディングにも使われるナタリー・コールの『This Will Be』は彼の思い出の曲であり、後半にあるベルのクラウンビクトリア修復シーン以降においてはウォッシュバーン自身の運転克服において一つの鍵となっていく。
ヴァネッサ
演 - ジゼル・ブンチェン
モデルのような美女ばかりの女強盗団のリーダーで、オリジナル版におけるメルセデスのリーダー、アインシュタイン。オリジナル版と同様の方法でベルに出し抜かれて御用となるが、その際に怒り狂いながらベルに向かって発砲するなど、往生際の悪さを見せた。
マータ・ロビンス
演 - ジェニファー・エスポジート
第8分署刑事分隊長の警部補。オリジナル版におけるペトラ。ドジばかりのウォッシュバーンに手を焼く。
ジェシー
演 - ヘンリー・シモンズ
ベルのフィアンセで、オリジナル版におけるリリー。いつもベルに待たされる。ウォッシュバーンの警察バッヂを焼いてしまうなど過激な一面を持つ。
ママ
演 - アン＝マーグレット
ウォッシュバーンの母親で、オリジナル版で言うところのエミリアンのママ。
マリンズ捜査官
演 - クリスチャン・ケイン
FBIから派遣された特別捜査官。
レッドヘッド
演 - アナ・クリスティーナ・デ・オリベイラ
ヴァネッサの手下。女強盗団のサブリーダー。
女強盗
演 - イングリッド・ヴァンデボシュ
ヴァネッサの手下。
女強盗
演 - マガリー・アマデイ
ヴァネッサの手下。
ジェフ・ゴードン
演 - 本人（カメオ出演）
NASCARドライバー。

## 日本語吹替
| 役名                   | 俳優                                 | 日本語吹替 | 日本語吹替 | 日本語吹替 |
| 役名                   | 俳優                                 | ソフト版 | フジテレビ版 | 機内上映版 |
| ---------------------- | ------------------------------------ | --- | --- | ---------- |
| ベル                   | クイーン・ラティファ                 | 朴璐美 | 森公美子 | 上村典子   |
| ウォッシュバーン       | ジミー・ファロン                     | 桐本琢也 | 小山力也 |            |
| ヴァネッサ             | ジゼル・ブンチェン                   | 安藤麻吹 | 日野由利加 |            |
| マータ・ロビンス       | ジェニファー・エスポジート           | 本田貴子 | 加藤優子 |            |
| ジェシー               | ヘンリー・シモンズ                   | 黒田崇矢 | 小杉十郎太 |            |
| ウォッシュバーンのママ | アン＝マーグレット                   | 一城みゆ希 | 鈴木れい子 |            |
| マリンズ捜査官         | クリスチャン・ケイン                 | 咲野俊介 | てらそままさき |            |
| レッドヘッド           | アナ・クリスティーナ・デ・オリベイラ | | 田中敦子 |            |
| その他                 | N/A                                  | 岡野浩介 相沢正輝 相楽恵美 石川ひろあき 平野俊隆 鈴木琢磨 江川大輔 三宅健太 中澤やよい 加藤将之 小泉一郎太 奥田啓人 倉持良子 | 後藤哲夫 勝杏里 五王四郎 斧アツシ 斎藤志郎 宮下栄治 山内勉 西凜太朗 恒松あゆみ 加藤悦子 長嶝高士 緒方賢一 三浦潤也 佐藤美一 田村聖子 |            |
|                        |                                      | | |            |
| 演出                   |                                      | 神尾千春 | 鍛治谷功 | 二瓶紀六   |
| 翻訳                   | 松浦美奈（字幕版）                   | 木村純子 | 松崎広幸 |            |
| 調整                   |                                      | 菊地一之 | 長井利親 |            |
| 効果                   |                                      | | リレーション |            |
| 制作                   |                                      | プロセンスタジオ | ブロードメディア・スタジオ |            |

- ソフト版：VHS・DVD・BD収録
- フジテレビ版：初回放送2008年3月22日『土曜プレミアム』

## 登場する車種
フォード・クラウンビクトリア
ベルのタクシー。本家と同様にチューニングされ、変形する設定。変形後の形態は、フォード・マスタングをベースに改造した車両を用いて撮影された。
BMW・760Li
女強盗団の逃走用の車。当初真っ赤なボディカラーであったが、実は青い車体にマーキングフィルムでラッピングされたものであり最後の強盗からの逃走時には路地裏でフィルム剥離とホイール変更、そして強盗団自身の衣装チェンジを行い警察の目を欺いた。これらの色は、一般に市販されている7シリーズには設定されていない。ランフラットタイヤを履いていたため、タイヤを撃たれたにもかかわらずウォッシュバーンから逃げ切れた。
終盤、女強盗団が後述するM3に乗り換える際、警察からの追跡を誤魔化す囮として、その場に偶然居合わせた少年に譲渡された。
BMW・M3 コンバーチブル
女強盗団が最後の逃走に用いた車。
大宇・ラノス ハッチバック
ウォッシュバーンの母親の車。強盗団のアジトに潜入した時に使用されたが、ベルとウォッシュバーンが一室に閉じ込められていた間に燃やされてしまった。サブコンパクトカーゆえ、スピード狂のベルは乗車することを露骨に嫌がった。しかしそれ以上にウォッシュバーンの運転技術の低さに辟易としたため、結局ベルがラノスのハンドルを奪い取った。

## オリジナル版との違い
この作品はおおむね『TAXi』第1作目のストーリーを基にしているが、主人公のタクシードライバーとそのフィアンセ、強盗団のメンバーの性別が逆に変更されていたり、ジベール署長に相当する人物が登場しなかったり、ストーリー展開が一部異なるなど、若干設定は変わっている。

## 日本国内におけるテレビ放送
| 放送回数 | 放送局       | 放送日        | 放送番組名         | 吹替         |
| -------- | ------------ | ------------- | ------------------ | ------------ |
| 1回      | フジテレビ   | 2008年3月22日 | 土曜プレミアム     | フジテレビ版 |
| 2回      | テレビ朝日   | 2009年7月5日  | 日曜洋画劇場       | ソフト版     |
| 3回      | テレビ朝日   | 2011年9月4日  | 日曜洋画劇場       | ソフト版     |
| 4回      | TBS          | 2013年5月8日  | 水曜プレミア       | フジテレビ版 |
| 5回      | テレビ東京   | 2015年7月21日 | 午後のロードショー | フジテレビ版 |
| 6回      | テレビ北海道 | 2015年9月13日 | 日曜イベントアワー | フジテレビ版 |
| 7回      | テレビ東京   | 2017年4月5日  | 午後のロードショー | フジテレビ版 |
| 8回      | BSテレ東     | 2019年5月12日 | シネマスペシャル   | フジテレビ版 |
| 9回      | テレビ東京   | 2020年11月2日 | 午後のロードショー | フジテレビ版 |
| 10回     | サンテレビ   | 2021年5月8日  | シネマスタジアム   | フジテレビ版 |